# ادموند آلفرد دریک-براکمن
ادموند آلفرد دریک-براکمن (انگلیسی: Edmund Drake-Brockman; ۲۱ فوریهٔ ۱۸۸۴ – ۱ ژوئن ۱۹۴۹) قاضی، پرسنل نظامی، و سیاستمدار اهل استرالیا بود. وی همچنین برندهٔ جوایزی همچون نشان حمام شده‌است.